# Toyo Kogyo Soccer Club 1968
Questa voce raccoglie le informazioni riguardanti il Toyo Kogyo Soccer Club nelle competizioni ufficiali della stagione 1968.

## Stagione
Per il quarto anno consecutivo il Toyo Kogyo si confermò campione del Giappone: nel corso del campionato la squadra prevalse su uno Yanmar Diesel capace di vincere il primo scontro diretto e di mantenere il passo fino all'ultima parte del girone di ritorno. In Coppa dell'Imperatore il cammino del Toyo Kogyo si interruppe ai quarti di finale, a causa di una sconfitta contro gli studenti dell'Università di Waseda.

## Rosa
| N. |                     | Ruolo | Calciatore        |
| -- | ------------------- | ----- | ----------------- |
| 1  | Giappone (bandiera) | P     | Kōji Funamoto     |
|    | Giappone (bandiera) | D     | Junji Kawano      |
|    | Giappone (bandiera) | D     | Hiroyuki Kuwahara |
|    | Giappone (bandiera) | D     | Yosuke Niwa       |
|    | Giappone (bandiera) | D     | Kazuo Imanishi    |
|    | Giappone (bandiera) | D     | Takeshi Ōno       |
|    | Giappone (bandiera) | D     | Hiroshi Yoshida   |
|    | Giappone (bandiera) | D     | Tsuyoshi Kunieda  |
|    | Giappone (bandiera) | D     | Kazuhiko Saeki    |
|    | Giappone (bandiera) | D     | Hiromi Tanimura   |

| N. |                     | Ruolo | Calciatore         |
| -- | ------------------- | ----- | ------------------ |
|    | Giappone (bandiera) | D     | Tsuyoshi Kotaki    |
|    | Giappone (bandiera) | C     | Haruo Oshima       |
|    | Giappone (bandiera) | C     | Teruo Nimura       |
|    | Giappone (bandiera) | C     | Aritatsu Ogi       |
|    | Giappone (bandiera) | C     | Takayuki Kuwata    |
|    | Giappone (bandiera) | A     | Ryuzo Okamitsu     |
|    | Giappone (bandiera) | A     | Ikuo Matsumoto     |
|    | Giappone (bandiera) | A     | Yasuyuki Kuwahara  |
|    | Giappone (bandiera) | A     | Kunishige Tanimoto |

## Statistiche

### Statistiche di squadra
| Competizione          | Punti | Totale | Totale | Totale | Totale | Totale | Totale | DR  |
| Competizione          | Punti | G      | V      | N      | P      | Gf     | Gs     | DR  |
| --------------------- | ----- | ------ | ------ | ------ | ------ | ------ | ------ | --- |
| Japan Soccer League   | 21    | 14     | 10     | 1      | 3      | 31     | 11     | +20 |
| Coppa dell'Imperatore | -     | 1      | 0      | 0      | 1      | 0      | 2      | -2  |
| Totale                | -     | 15     | 10     | 1      | 4      | 31     | 13     | +18 |

### Statistiche dei giocatori
| Giocatore   | Japan Soccer League | Japan Soccer League |
| Giocatore   | Presenze            | Reti                |
| ----------- | ------------------- | ------------------- |
| Funamoto    | 14                  | -                   |
| Imanishi    | 5                   | -                   |
| Kunieda     | 4                   | -                   |
| H. Kuwahara | 14                  | -                   |
| Y. Kuwahara | 14                  | 8                   |
| Kuwata      | 13                  | 7                   |
| Matsumoto   | 14                  | -                   |
| Nimura      | 14                  | -                   |
| Niwa        | 14                  | -                   |
| Okamitsu    | 14                  | -                   |
| Ono         | 14                  | -                   |
| Yoshida     | 2                   | -                   |